# 拖把

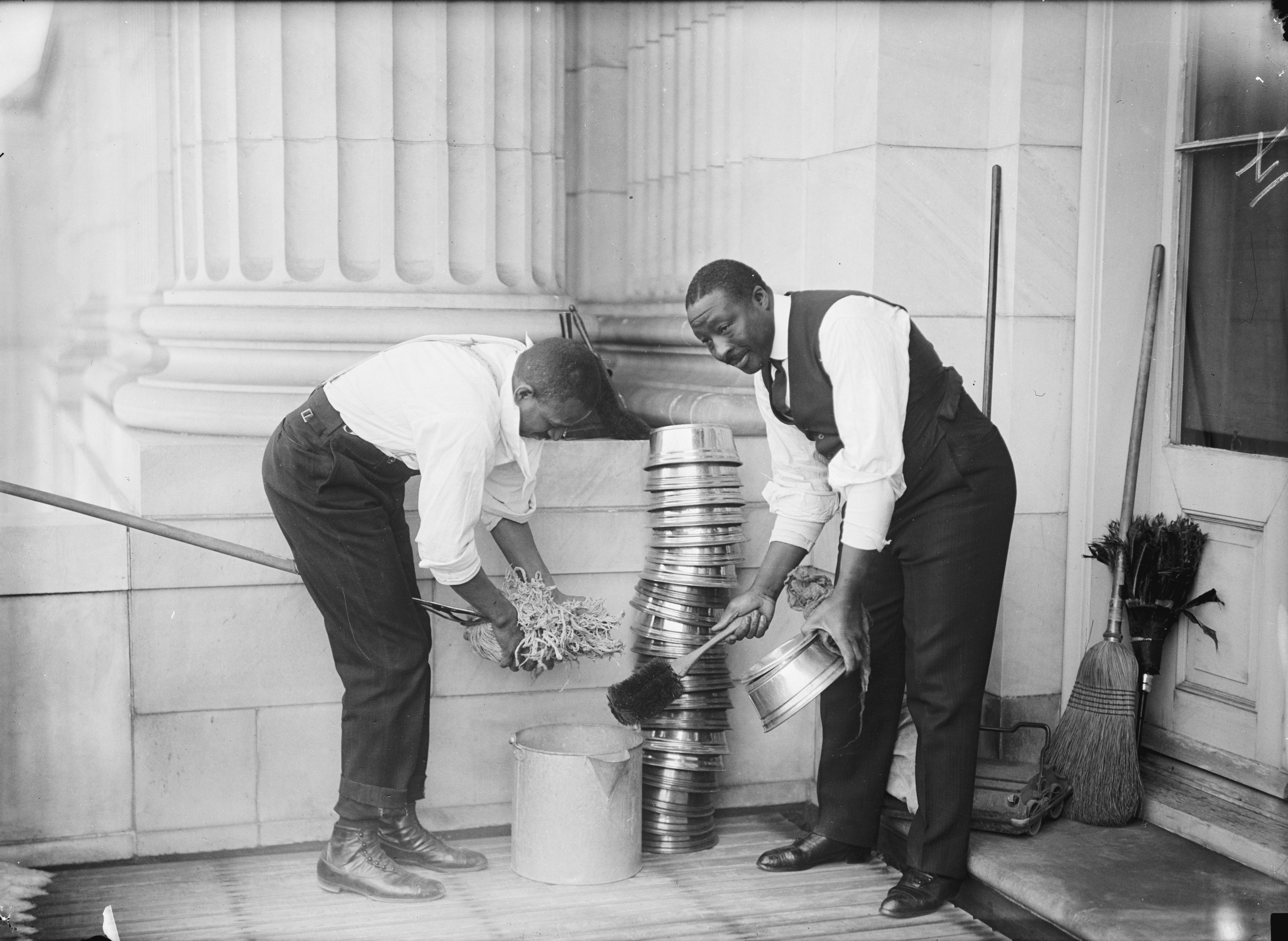
以前要如此用手轉乾地拖的水

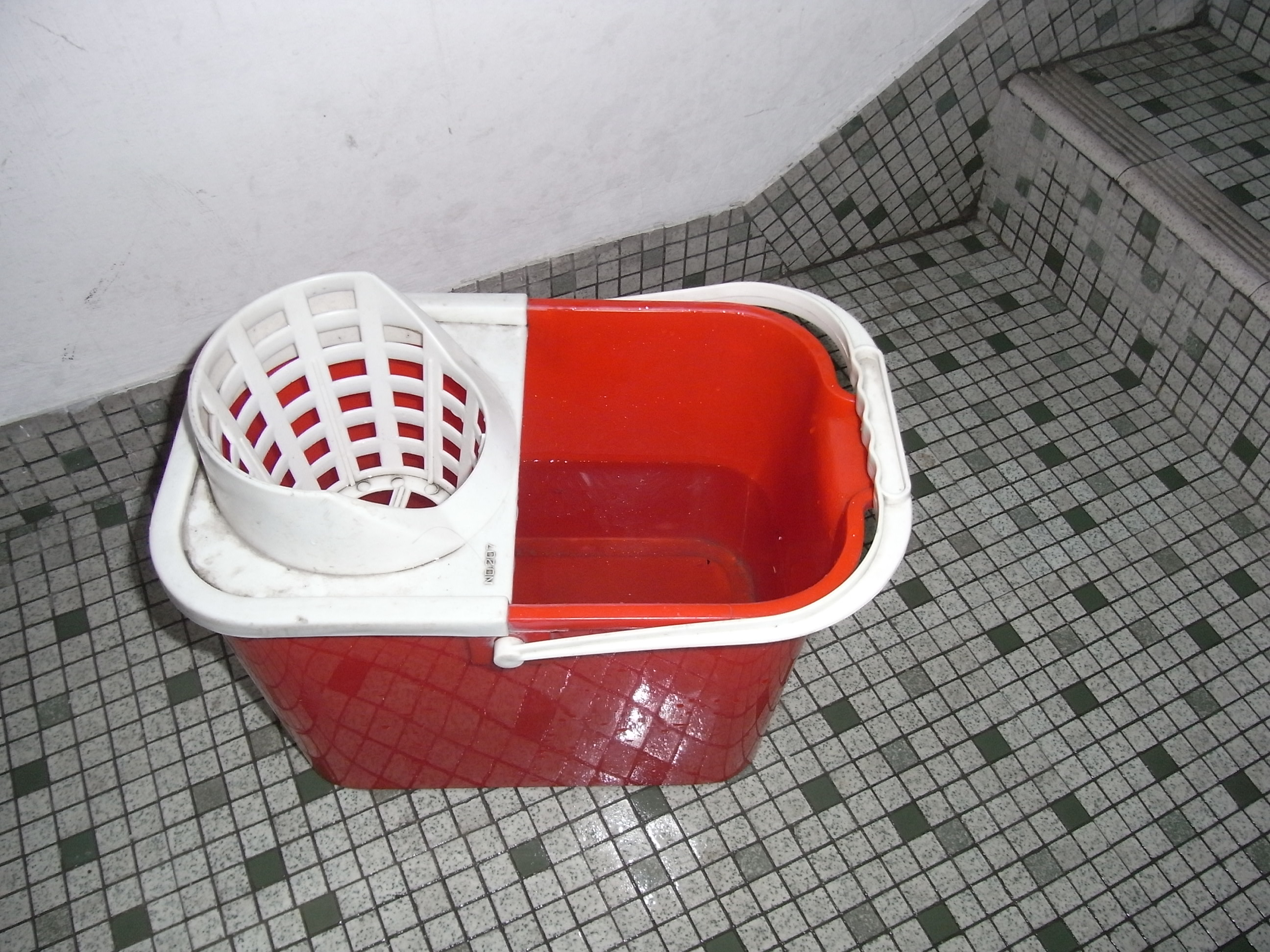
洗地拖方便的水桶

拖把，亦称墩布（主要见于北京、河北、山西、河南地区）、地拖，是一種用來打掃用的工具，一般而言其外型都是在一根棍子的末端裝上一排的棉繩，利用棉繩對水的吸收力，可以擦乾淨地板上的污漬，也可以把潑灑到地上的水擦乾。
地拖可以令做家務者站立清潔地板，無需彎腰甚至跪地。

## 乾拖把（除塵拖把）
主要用在清理地板上的灰塵、泥土和沙子等污染物，由紗線和/或微纖維造成。

## 相關
- 抹布
- 毛巾
- 地布
- 地毯
- 掃帚
- 掃地機器人